# Rudolf Kehrer

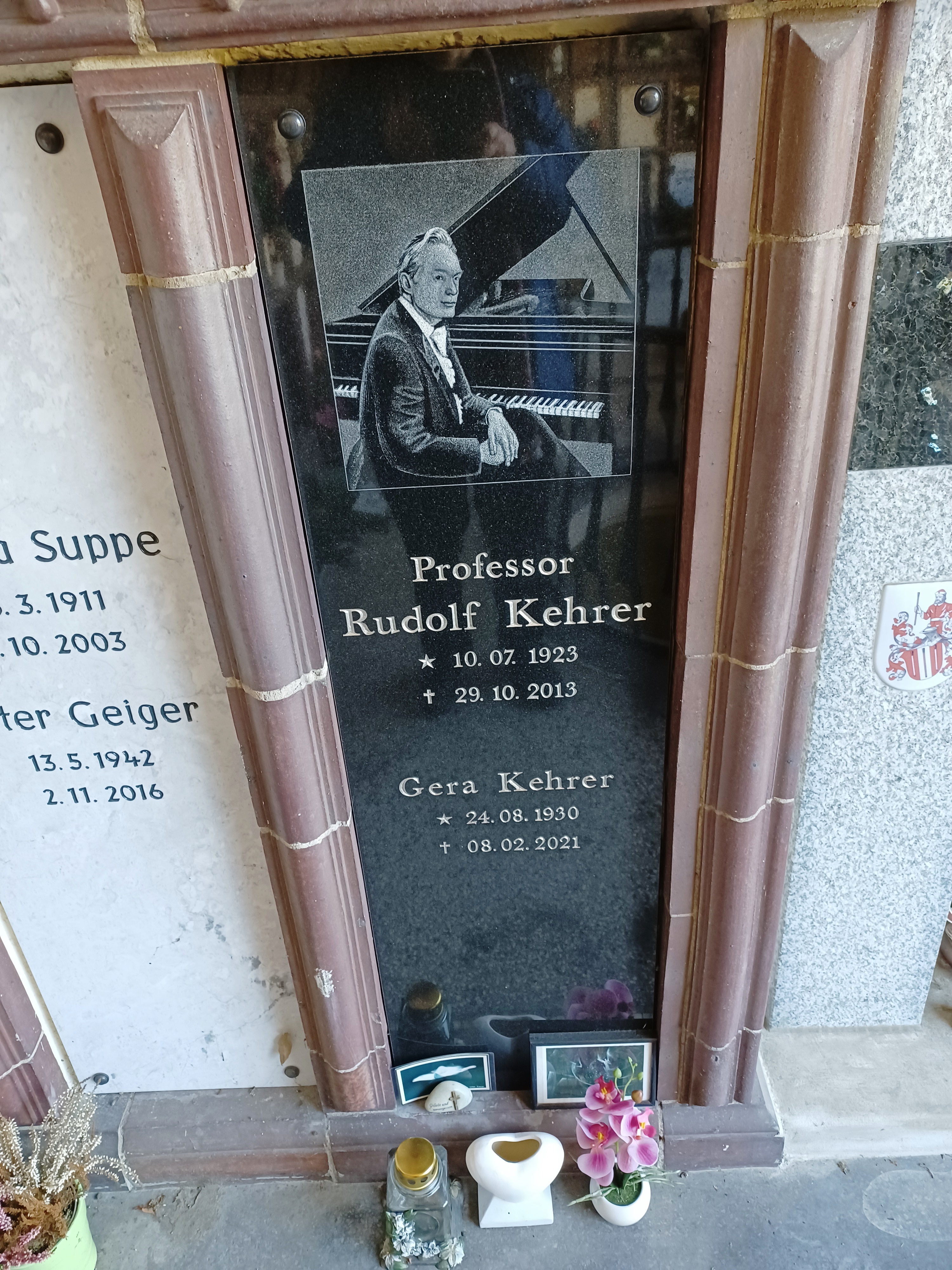
Grabmal im Kolumbarium des Friedhofs Stubenrauchstraße

Rudolf Kehrer, russisch Рудольф Рихардович Керер (Rudolf Richardowitsch Kerer), wissenschaftliche Transliteration Rudol'f Richardovič Kerer (* 10. Juli 1923 in Tiflis, Georgische SSR; † 29. Oktober 2013 in Berlin) war ein russlanddeutscher klassischer Pianist und Klavierpädagoge.

## Leben
Rudolf Kehrer wurde 1923 in einer Familie von Klavierbauern geboren, die aus Schwaben (Deutschland) ausgewandert waren. Seine Begabung wurde früh erkannt, und ein Vorspiel in Moskau bei Heinrich Neuhaus, dem Lehrer u. a. von Emil Gilels und Swjatoslaw Richter, war bereits vereinbart, als 1941 die deutsche Wehrmacht die Sowjetunion überfiel. Rudolf Kehrer, sein Bruder und seine Mutter wurden als Deutsche nach Südkasachstan in ein kleines Dorf verbannt; Kehrer konnte dreizehn Jahre lang nicht Klavier spielen. 1938 waren bereits zwei Onkel verhaftet und in stalinsche Straflager gebracht worden; einer kehrte nicht zurück, der andere starb kurz nach der Entlassung an Entkräftung. Der Vater war 1939 verhaftet und zu zehn Jahren Lager verurteilt worden, wo er 1943 starb.
Erst 1954, nach Josef Stalins Tod, konnte Rudolf Kehrer das Klavierstudium in Taschkent (Usbekistan) fortsetzen; er schloss es 1957 mit Auszeichnung ab und erhielt eine Berufung auf einen Lehrstuhl des Taschkenter Konservatoriums. Mit Sondergenehmigung (wegen seines Alters) durfte er 1961 am Allunionswettbewerb der Musikinterpreten in Moskau teilnehmen, den er mit der höchstmöglichen Punktzahl gewann.
Noch im gleichen Jahr wurde er auf einen Lehrstuhl des Moskauer Tschaikowski-Konservatoriums berufen, eine Tätigkeit, die er bis zu seiner Berufung als Gastprofessor an die Wiener Musikhochschule im Jahre 1990 innehatte, und Solopianist der Moskauer Philharmoniker.
1961 begann Kehrer eine intensive Konzerttätigkeit mit insgesamt über 2000 Konzerten in mehr als 330 Städten. Im Gegensatz zu z. B. Swjatoslaw Richter musste er – von wenigen Ausnahmen abgesehen – bis zur Perestroika seine Tätigkeit auf osteuropäische Staaten einschließlich der DDR beschränken und wurde im Westen nur Kennern bekannt, die seine zahlreichen Schallplatten für das sowjetische Staatsunternehmen „Melodija“ erwerben konnten, die teilweise in der DDR unter dem Label „Eterna“, in Westeuropa unter dem Label „Eurodisc“ erhältlich waren. Seine letzten Konzerte gab er in den Jahren 2006/07.
1963 übernahm er in dem sowjetischen Kinofilm „Appassionata“ die Rolle des Pianisten Issay Dobrowen, der für Vladimir Lenin Werke von Beethoven und Chopin spielt.
Da in Kehrers Klavierausbildung eine Lücke von entscheidenden 13 Jahren war, war sein Repertoire – z. B. im Vergleich mit dem von Richter und Gilels – eher klein, ist aber in Studioproduktionen und Live-Mitschnitten gut dokumentiert. Neben den Mitschnitten von Konzerten in der DDR, die sich im DRA Potsdam-Babelsberg befinden, ist das Band eines Moskauer Konzertes im Archiv des SWR archiviert; weitere Mitschnitte bzw. Studioproduktionen finden sich u. a. beim WDR Köln, beim Bayerischen Rundfunk und beim Österreichischen Rundfunk.
Ein Konzert in Moskau 1998 ist derzeit die einzige im Handel erhältliche CD (Telos).
Eine ausführliche Sammlung seiner Aufnahmen wird im Rudolf-Kehrer-Archiv in Overath aufbewahrt.
Kehrer lebte die letzten drei Lebensjahre in Berlin in der Nähe der Familie seines älteren Sohnes. Dort starb er am 29. Oktober 2013 im Alter von 90 Jahren. Zuvor lebte er in Zürich und Leverkusen.
Seine letzte Ruhestätte befindet sich im Kolumbarium des sog. „Künstlerfriedhofs“ Friedhof Schöneberg III in Berlin-Friedenau, in unmittelbarer Nähe der Grabstellen von Marlene Dietrich und Helmut Newton.